# Express Burn
Express Burn — условно бесплатная утилита для записи CD, DVD и Blu-ray дисков. Программа обладает простым в использовании интерфейсом для записи файлов на диски, позволяет создавать аудиодиски без наличия установленных кодеков в системе, автоматически настраивает скорость записи, а также присутствует хороший инструментарий для создания обложек.

## Возможности
- Высокая скорость работы.
- Записанный диск с данными полностью совместим с ISO Joliet.
- Поддержка нескольких сессий записи на аудио-CD или DVD.
- Операции командной строки для связи с другими приложениями.
- Поддержка видео — AVI, MPG, VOB, ASF, WMV, MP4, OGM и все видео-форматы, которые основаны DirectShow кодеке.
- Поддержка аудио — WAV, MP3, WMA, AU, AIFF, RA, OGG, FLAC, AAC и ряд других популярных форматов.
- Запись видео файлов для PAL или NTSC
- Запись аудио компакт-дисков в режиме интеграции без паузы между треками.
- Маленький размер дистрибутива.
- Drag-and-drop.

## Недостатки
- По состоянию на 2012-07-15 содержит ошибку в генерации файловой системы ISO 9660, в результате которой некоторые файлы, при чтении через ISO 9660, оказываются поврежденными. Были предприняты попытки указать разработчику на ошибку, однако она так и не была исправлена. Данная ошибка присутствует и в последней версии Express Burn для Windows 98, датируемой мартом 2009 года.